# ずっと ずっと…
「ずっと ずっと…」は、日本のシンガーソングライター・TIAの5作目のシングル。

## 解説
前作「Promise」から約8ヶ月ぶりの新作であり、2006年2月に芸名をTiAからTIAに改名してから最初の作品。
本作リリース後、2007年末のエピックレコードジャパンとの契約終了まで作品のリリースがなかったため、本作がエピックレコードジャパンからリリースされた最後の作品となった。また、2008年の事務所移籍以降はシングル作品を配信のみでリリースしているため、2012年8月現在最後のCDシングルでもある。
現在は廃盤となっている。

## 収録曲
1. ずっと ずっと… [4:49]
作詞：TIA 作曲/編曲：藤井丈司
2. ちいさな手 [4:27]
作詞/作曲：TIA 編曲：河野圭
3. ずっと ずっと… (Instrumental) [4:48]